# Список крупных предприятий Советской Эстонии
Данный список представляет собой перечень предприятий Эстонской Советской Социалистической Республики с численностью работников более 200 человек по состоянию на 1976 год, 1978 год или на 1 января 1979 года, составленный на основе энциклопедического справочника «Советская Эстония», подготовленного под редакцией академика Академии наук ЭССР Густава Наана и изданного на русском языке в Таллине в 1979 году, и краткого энциклопедического справочника «Таллин», изданного в 1980 году. Список включает как национализированные в 1940 году при присоединении Эстонии к СССР предприятия, так и предприятия, созданные во время советской власти. Список построен по отраслевому признаку предприятий.

## Сельское хозяйство
| Предприятие                                                          | Сельсовет                    | Численность работников / членов колхоза, 1978 год |
| -------------------------------------------------------------------- | ---------------------------- | ------------------------------------------------- |
| Колхоз «Виру»                                                        | Хальялаский, Вихулаский      | 1510                                              |
| Опорно-показательный совхоз-техникум имени Ю. А. Гагарина            | Вийратсиский                 | 1361                                              |
| Винниский опорно-показательный совхоз-техникум имени XXV съезда КПСС | Выруский                     | 1189                                              |
| Опорно-показательный совхоз «Вильянди»                               | Пярстиский                   | 1159                                              |
| Опорно-показательный овощеводческий совхоз «Сауэ»                    | Сауэский                     | 1070                                              |
| Совхоз «Йыгева»                                                      | Йыгеваский, Педьяский        | 980                                               |
| Колхоз «Вяйке-Маарья»                                                | Вяйке-Маарьяский             | 940                                               |
| Колхоз «Энергия»                                                     | Раквереский, Виру-Яагупиский | 926                                               |
| Колхоз «Куусалу»                                                     | Куусалуский                  | 912                                               |
| Совхоз «Ныо»                                                         | Ныоский                      | 858                                               |
| Колхоз «Аравете»                                                     | Амблаский                    | 836                                               |
| Колхоз «Эстония»                                                     | Ойзуский                     | 811                                               |
| Совхоз «Пыдрангу»                                                    | Тамсалуский                  | 791                                               |
| Опорно-показательный совхоз имени В. И. Ленина                       | Раннуский                    | 781                                               |
| Совхоз «Лаэквере»                                                    | Лаэквереский                 | 779                                               |
| Опорно-показательный совхоз «Тарту»                                  | Тяхтвереский                 | 752                                               |
| Птицеводческий совхоз «Ранна»                                        | Харкуский                    | 750                                               |
| Колхоз им. Э. Вильде                                                 | Виру-Яагупиский, Раквереский | 733                                               |
| Колхоз «Кайу»                                                        | Юуруский                     | 732                                               |
| Совхоз «Кохила»                                                      | Кохилаский                   | 713                                               |
| Колхоз «Кулдре»                                                      | Урвастеский                  | 695                                               |
| Совхоз «Соотага»                                                     | Тартуский                    | 693                                               |
| Совхоз «Ранна»                                                       | Харкуский                    | 684                                               |
| Таллинская опорно-показательная птицефабрика                         | Йыэляхтмеский                | 677                                               |
| Колхоз «Каарма»                                                      | Курессаареский               | 663                                               |
| Совхоз «Камбья»                                                      | Камбьяский, Хааславаский     | 654                                               |
| Колхоз «Авангард»                                                    | Тартуский                    | 631                                               |
| Опорно-показательный совхоз «Саку»                                   | Сакуский, Сауэский           | 627                                               |
| Колхоз «Калев»                                                       | Канепиский                   | 612                                               |
| Совхоз им. В. И. Мичурина                                            | Раплаский                    | 606                                               |
| Колхоз «Карузе»                                                      | Ханилаский                   | 606                                               |
| Совхоз «Аудру»                                                       | Аудруский                    | 602                                               |
| Колхоз «Пала»                                                        | Палаский                     | 592                                               |
| Колхоз «Кеваде»                                                      | Паламузеский                 | 588                                               |
| Колхоз им. М. Хярма                                                  | Тартуский                    | 585                                               |
| Колхоз «Линда»                                                       | Антслаский                   | 575                                               |
| Совхоз «Рыуге»                                                       | Рыугеский                    | 568                                               |
| Колхоз «Паюзи»                                                       | Паюзиский                    | 566                                               |
| Колхоз «9 мая»                                                       | Вяэтсаский                   | 554                                               |
| Совхоз «Лихула»                                                      | Кирблаский                   | 544                                               |
| Совхоз «Костивере»                                                   | Йыэляхтмеский                | 543                                               |
| Колхоз «Койт»                                                        | Мустайыэский                 | 536                                               |
| Совхоз «Кыльяла»                                                     | Пихтлаский                   | 536                                               |
| Таллинский плодоовощной совхоз                                       | Таллин                       | 532                                               |
| Совхоз «Лаатре»                                                      | Тыллистеский                 | 529                                               |
| Колхоз «Выхма»                                                       | Кыоский                      | 527                                               |
| Колхоз им. В. Кингисеппа                                             | Вальялаский                  | 524                                               |
| Кехтнаский опорно-показательный совхоз-техникум                      | Кехтна                       | 523                                               |
| Совхоз «Куусте»                                                      | Хааславаский                 | 519                                               |
| Колхоз «Ухтна»                                                       | Каарлиский                   | 518                                               |
| Колхоз «Тарвасту»                                                    | Тарвастуский                 | 515                                               |
| Колхоз «Имавере»                                                     | Имавереский                  | 508                                               |
| Совхоз «Вериора»                                                     | Вериораский                  | 495                                               |
| Колхоз «Саверна»                                                     | Валгъярвеский                | 477                                               |
| Колхоз «Рахва выйт»                                                  | Сакуский                     | 464                                               |
| Звероводческий совхоз «Раку»                                         | Таллин                       | 453                                               |
| Опорно-показательный цветоводческий совхоз «Пирита»                  | Виймсиский                   | 386                                               |
| Опорно-показательный колхоз «Сыпрус»                                 | Таэблаский                   | 368                                               |
| Опорно-показательный совхоз «Карья»                                  | Лейзиский                    | 357                                               |
| Колхоз «Коммунизм»                                                   | Кихелконнаский               | 355                                               |
| Колхоз «Кыпу»                                                        | Кыпуский                     | 225                                               |

## Лесное хозяйство
| Предприятие                                   | Местонахождение центра | Численность работников, 1976 год |
| --------------------------------------------- | ---------------------- | -------------------------------- |
| Ряпинаский лесхоз                             | Ристипало              | 720                              |
| Килинги-Ныммеский опорно-показательный лесхоз | Килинги-Нымме          | 655                              |
| Тартуский лесхоз                              | Тарту                  | 617                              |
| Раквереский лесхоз                            | Раквере                | 575                              |
| Валгамааский лесхоз                           | Валга                  | 573                              |
| Сууре-Яаниский лесхоз                         | Кыйдама                | 533                              |
| Пярнуский лесхоз                              | Пярну                  | 520                              |
| Ярвамааский лесхоз                            | Пайде                  | 519                              |
| Выруский лесхоз                               | Ярвере                 | 507                              |
| Йыгеваский лесхоз                             | Куриста                | 505                              |
| Элваский лесхоз                               | Элва                   | 501                              |
| Кохтла-Ярвеский лесхоз зелёной зоны           | Козе                   | 471                              |
| Ляэнемааский лесхоз                           | Хаапсалу               | 455                              |
| Тудуский лесхоз                               | Сонда                  | 455                              |
| Вильяндиский лесхоз                           | Вильянди               | 452                              |
| Сааремааский лесхоз                           | Кингисепп              | 429                              |
| Таллинский лесхоз зелёной зоны                | Таллин                 | 415                              |
| Аэгвийдуский лесхоз                           | Аэгвийду               | 405                              |
| Алутагузеский лесхоз                          | Ийзаку                 | 381                              |
| Раплаский лесхоз                              | Куузику                | 373                              |
| Хийумааский лесхоз                            | Кярдла                 | 281                              |
| Махтраский лесхоз зелёной зоны                | Сутлема                | 280                              |

## Рыбное хозяйство
| Предприятие                                                 | Местонахождение центра | Численность работников / членов колхоза, 01.01.1979 |
| ----------------------------------------------------------- | ---------------------- | --------------------------------------------------- |
| Опорно-показательный рыболовецкий колхоз имени С. М. Кирова | Хаабнеэме              | 6061                                                |
| Рыболовецкий колхоз «Пярну калур»                           | Пярну                  | 2269                                                |
| Рыболовецкий колхоз «Сааре калур»                           | Кингисепп              | 2164                                                |
| Рыболовецкий колхоз «Ляэне калур»                           | Хаапсалу               | 1867                                                |
| Рыболовецкий колхоз «Пейпси калур»                          | Калласте               | 1767                                                |
| Рыболовецкий колхоз «Хийу калур»                            | Кярдла                 | 1250                                                |
| Рыболовецкий колхоз «Октообер»                              | Тойла                  | 1064                                                |
| Рыболовецкий колхоз «Маяк»                                  | Таллин                 | 850                                                 |

## Добывающая промышленность
| Предприятие | Местонахождение центра | Численность работников, 01.01.1979 |
| --- | ---------------------- | ---------------------------------- |
| Производственное объединение «Эстонсланец»                                                                                  | Кохтла-Ярве            | 13 854                             |
| Кохтла-Ярвеское сланцехимическое производственное объединение имени В. И. Ленина (производственное объединение «Сланцехим») | Кохтла-Ярве            | 4594                               |
| Кивиылиский сланцехимический завод                                                                                          | Кивиыли                | 2131                               |
| Производственное объединение «Тоотси»                                                                                       | Тоотси                 | 1610                               |
| Оруский торфокомбинат имени Я. Анвельта                                                                                     | Кохтла-Ярве            | 948                                |

## Пищевая промышленность
| Предприятие                                                               | Местонахождение центра (филиала, отделений)                                      | Численность работников, 01.01.1979 |
| ------------------------------------------------------------------------- | -------------------------------------------------------------------------------- | ---------------------------------- |
| Эстонское производственное объединение рыбной промышленности «Эстрыбпром» | Таллин                                                                           | 8642                               |
| Пярнуский рыбокомбинат                                                    | Пярну                                                                            | 2636                               |
| Таллинский мясоконсервный комбинат                                        | Таллин                                                                           | 1900                               |
| Кондитерская фабрика «Калев»                                              | Таллин                                                                           | 1860                               |
| Тартуский мясокомбинат                                                    | Тарту (Выру, Пылва, Йыгева, Отепя, Ахья)                                         | 1573                               |
| Таллинский комбинат молочных продуктов                                    | Таллин (Рапла, Кейла, Козе, Раазику, Киримяэ, Лихула, Эммасте)                   | 1116                               |
| Производственное объединение «Лейбур»                                     | Таллин                                                                           | 999                                |
| Раквереский мясокомбинат                                                  | Раквере                                                                          | 956                                |
| Выхмаский мясокомбинат                                                    | Выхма (Валга)                                                                    | 954                                |
| Таллинский рыбокомбинат                                                   | Таллин                                                                           | 937                                |
| Тартуский комбинат молочных продуктов                                     | Тарту (Алатскиви, Элва, Куусте, Каарлиярве, Йыгева, Паламузе, Пылтсамаа, Садала) | 794                                |
| Производственное объединение «Ливико»                                     | Таллин                                                                           | 701                                |
| Тартуский консервный завод                                                | Тарту (Вильянди)                                                                 | 700                                |
| Выруский комбинат молочных продуктов                                      | Выру (Тырва, Отепя)                                                              | 637                                |
| Таллинский холодильник № 1                                                | Таллин                                                                           | 597                                |
| Пярнуский комбинат молочных продуктов                                     | Пярну (Пярну-Яагупи, Селья, Тыстамаа, Вяндра, Коонга, Тихеметса)                 | 557                                |
| Тартуский экспериментальный пивоваренный завод                            | Тарту                                                                            | 503                                |
| Сааремааское мясо-молочное производственное объединение                   | Кингисепп (Вальяла, Пайде, Лийва)                                                | 499                                |
| Вильяндиский комбинат молочных продуктов                                  | Вильянди (Ойу, Ыйзу, Сууре-Яани, Тарвасту)                                       | 481                                |
| Тамсалуский комбинат хлебопродуктов                                       | Таллин                                                                           | 446                                |
| Пярнуский мясокомбинат                                                    | Пярну                                                                            | 443                                |
| Кохтла-Ярвеский комбинат молочных продуктов                               | Кохтла-Ярве (Нарва)                                                              | 433                                |
| Пылваский комбинат молочных продуктов                                     | Пылва                                                                            | 398                                |
| Кохтла-Ярвеский хлебокомбинат                                             | Кохтла-Ярве                                                                      | 374                                |
| Тартуский хлебокомбинат                                                   | Тарту                                                                            | 358                                |
| Пайдеский комбинат молочных продуктов                                     | Тюри (Амбла, Койги, Ярва-Яани)                                                   | 356                                |
| Сакуский экспериментальный пивоваренный завод                             | Саку                                                                             | 346                                |
| Раквереский комбинат молочных продуктов                                   | Раквере (Кадрина, Линнузе, Анниквере, Вяйке-Маарья)                              | 331                                |
| Таллинский лимонадный завод                                               | Таллин                                                                           | 328                                |
| Раквереский крахмало-паточный завод                                       | Раквере (Кадрина, Кярму, Пайнкюла, Тарвасту)                                     | 278                                |
| Тартуский рыбокомбинат                                                    | Тарту (Калласте)                                                                 | 273                                |
| Валгаский винодельческий завод                                            | Валга                                                                            | 269                                |
| Пылтсамааский сельскохозяйственный комбинат ЭРСПО                         | Пылтсамаа                                                                        | 253                                |
| Пярнуское рыбное хозяйство ЭРСПО                                          | Пярну                                                                            | 248                                |
| Пайдеский мясокомбинат                                                    | Пайде                                                                            | 210                                |

## Лёгкая промышленность
| Предприятие                                                                 | Местонахождение центра (филиала, отделений) | Численность работников, 01.01.1979 |
| --------------------------------------------------------------------------- | ------------------------------------------- | ---------------------------------- |
| Кренгольмская мануфактура                                                   | Нарва                                       | 11 381                             |
| Таллинское производственное кожевенно-обувное объединение «Коммунар»        | Таллин                                      | 3522                               |
| Таллинское производственное швейное объединение «Балтика»                   | Таллин                                      | 3265                               |
| Таллинское производственное трикотажное объединение «Марат»                 | Таллин                                      | 3154                               |
| Балтийская мануфактура                                                      | Таллин                                      | 2282                               |
| Фабрика индивидуального пошива «Лембиту»                                    | Таллин (Сауэ)                               | 1782                               |
| Таллинское производственное швейное объединение имени В. Клементи           | Таллин                                      | 1673                               |
| Кивиылиское производственное швейное объединение «Ноорус»                   | Кивиыли (Кохтла-Ярве, Силламяэ)             | 1522                               |
| Кожевенно-галантерейный комбинат «Линда»                                    | Таллин (Вильянди, Тарту, Кохила, Элва)      | 1411                               |
| Предприятие народных промыслов «Коду»                                       | Таллин                                      | 1361                               |
| Текстильная фабрика «Пунане Койт»                                           | Таллин                                      | 1233                               |
| Пярнуский льнокомбинат                                                      | Пярну (Килинги-Нымме, Мыйзакюла)            | 1082                               |
| Синдиская фабрика имени 1 декабря                                           | Синди                                       | 1080                               |
| Швейная фабрика «Сангар»                                                    | Тарту                                       | 931                                |
| Текстильная фабрика «Аренг»                                                 | Тарту (Элва, Отепя, Рыуге, Ряпина)          | 906                                |
| Фабрика «Кейла»                                                             | Кейла                                       | 873                                |
| Фабрика «Текстиль»                                                          | Таллин                                      | 867                                |
| Таллинское научно-производственное объединение нетканых материалов «Мистра» | Таллин (Вильянди, Вяндра, Раазику)          | 831                                |
| Таллинский комбинат «АРС»                                                   | Таллин                                      | 803                                |
| Фабрика «Сулев»                                                             | Хаапсалу                                    | 685                                |
| Текстильно-галантерейная фабрика                                            | Таллин                                      | 626                                |
| Швейная фабрика «Выйт»                                                      | Таллин (Вильянди)                           | 510                                |
| Производственное объединение «Лина»                                         | Выру (Абья, Пылва, Вильянди)                | 456                                |

## Деревообрабатывающая и целлюлозно-бумажная промышленность
| Предприятие                                                                               | Местонахождение центра (филиала, цехов, отделений)                         | Численность работников, 01.01.1979 |
| ----------------------------------------------------------------------------------------- | -------------------------------------------------------------------------- | ---------------------------------- |
| Эстонское производственное объединение целлюлозно-бумажной промышленности «Эстонбумпром»* | Таллин                                                                     | 3175                               |
| Производственное объединение «Раквере» ЭРСПО                                              | Раквере (Кадрина, Виру-Яагупи, Вильянди, Выхма, Сууре-Яани, Мустла, Тарту) | 1410                               |
| Раквереский лесокомбинат                                                                  | Раквере (Авинурме, Кохтла-Ярве, Туду, Сонда, Веадла, Вассивере)            | 1242                               |
| Деревообрабатывающий комбинат «Вийснурк»                                                  | Пярну                                                                      | 1217                               |
| Вильяндиский лесокомбинат                                                                 | Вильянди                                                                   | 1073                               |
| Пюссиский комбинат древесных плит                                                         | Пюсси                                                                      | 991                                |
| Пярнуский лесокомбинат                                                                    | Пярну                                                                      | 909                                |
| Промышленный комбинат «Викеро» ЭРСПО                                                      | Пярну (Мярьямаа, Ядивере, Аудру, Рапла, Хаапсалу, Вормси)                  | 777                                |
| Тюриский лесокомбинат                                                                     | Тюри (Вяндра, Аэгвийду)                                                    | 733                                |
| Таллинский экспериментальный тарный комбинат                                              | Таллин (Пурку, Кеава)                                                      | 666                                |
| Выруский лесокомбинат                                                                     | Выру (Тахева, Вериора, Сару, Ласва)                                        | 657                                |
| Тартуский лесокомбинат                                                                    | Тарту (Табивере)                                                           | 509                                |
| Экспериментальный комбинат «Мехис»                                                        | Таллин                                                                     | 401                                |
| Таллинский опытно-экспериментальный деревообрабатывающий завод                            | Таллин                                                                     | 389                                |
| Экспериментальная лыжная фабрика «Динамо»                                                 | Таллин (Тарту, Харку)                                                      | 333                                |

* В его составе: Таллинский целлюлозно-бумажный комбинат имени В. Кингисеппа

## Полиграфическая промышленность
| Предприятие                                    | Местонахождение центра | Численность работников, 01.01.1979 |
| ---------------------------------------------- | ---------------------- | ---------------------------------- |
| Производственное объединение «Эстполиграфпром» | Таллин                 | 1899                               |
| Типография Издательства ЦК КП Эстонии          | Таллин                 | 880                                |
| Типография «Пунане Тяхт»                       | Таллин                 | 287                                |
| Типография «Коммунист»                         | Таллин                 | 259                                |
| Типография «Октообер»                          | Таллин                 | 203                                |

## Химическая промышленность
| Предприятие                                        | Местонахождение центра (филиала, отделений) | Численность работников, 01.01.1979 |
| -------------------------------------------------- | ------------------------------------------- | ---------------------------------- |
| Маардуский химический завод                        | Маарду                                      | 1973                               |
| Таллинское производственное объединение «Полимер»  | Таллин (Козе)                               | 1426                               |
| Фабрика пластмассовых изделий «Салво»              | Таллин (Кохтла-Ярве)                        | 1171                               |
| Тартуский опытный завод пластмассовых изделий      | Тарту (Калласте, Нуйа)                      | 1012                               |
| Производственное объединение бытовой химии «Флора» | Таллин (Кадрина, Тарту, Саусти)             | 948                                |
| Завод «Силмет»                                     | Силламяэ                                    | (не публ.)                         |
| Завод резиновых изделий «Пыхьяла»                  | Таллин                                      | 714                                |
| Химкомбинат «Орто» ЭРСПО                           | Таллин (Валга)                              | 669                                |
| Таллинский химико-фармацевтический завод           | Таллин                                      | 383                                |
| Кохтла-Ярвеский шиноремонтный завод                | Кохтла-Ярве                                 | 265                                |
| Таллинский парфюмерно-жировой комбинат             | Таллин                                      | 215                                |

## Промышленность строительных материалов и стекольная промышленность
| Предприятие                                       | Местонахождение центра (филиала, отделений) | Численность работников, 01.01.1979 |
| ------------------------------------------------- | ------------------------------------------- | ---------------------------------- |
| Производственное объединение «Силикат»            | Таллин                                      | 1767                               |
| Цементный завод «Пунане Кунда»                    | Кунда                                       | 1389                               |
| Нарвский комбинат строительных материалов         | Нарва                                       | 1229                               |
| Азериский керамический завод имени 60-летия ВЛКСМ | Азери (Пылула)                              | 1166                               |
| Ахтмеский комбинат строительных материалов        | Кохтла-Ярве (Паннъярве)                     | 1106                               |
| Завод строительных материалов «Ярваканди техазед» | Ярваканди (Пиуза)                           | 899                                |
| Тартуский завод строительных материалов           | Тарту (Мелески, Тсиргулийна, Кукеметса)     | 822                                |
| Стекольный завод «Тарбеклаас»                     | Таллин                                      | 742                                |
| Кохтла-Ярвеский завод железобетонных изделий      | Кохтла-Ярве (Кунда)                         | 691                                |
| Таллинский завод строительной керамики            | Таллин                                      | 609                                |
| Таллинский завод железобетонных изделий           | Таллин                                      | 565                                |
| Прибалтийский завод железобетонных изделий        | Нарва                                       | 519                                |
| Завод нерудных материалов                         | Таллин                                      | 517                                |
| Пярнуский завод строительных материалов           | Пярну (Массу, Тохври)                       | 502                                |
| Тартуский завод железобетонных изделий            | Тарту                                       | 472                                |
| Таллинский бетонный завод                         | Таллин                                      | 422                                |
| Раккеский известковый завод                       | Ракке (карьер «Вооремяги»)                  | 365                                |
| Нарвский завод железобетонных изделий             | Нарва                                       | 305                                |
| Завод «Ээсти доломийт»                            | Таллин (Каарма, Селгазе, Тагавере)          | 260                                |

## Машиностроение и металлообработка
| Предприятие                                                        | Местонахождение центра (филиала, цехов, отделений) | Численность работников, 01.01.1979 |
| ------------------------------------------------------------------ | -------------------------------------------------- | ---------------------------------- |
| Завод «Двигатель»                                                  | Таллин                                             | более 10 000 работников            |
| Завод «Балтиец»                                                    | Нарва                                              | 4600 (1980-е годы)                 |
| Таллинский электротехнический завод имени М. И. Калинина           | Таллин (Рынгу, Пуурмани)                           | 3984                               |
| Электротехнический завод имени Ханса Пегельмана                    | Таллин                                             | 3500 (1980 год)                    |
| Производственное объединение «Норма»                               | Таллин (Раквере)                                   | 3060                               |
| Таллинский завод «Вольта»                                          | Таллин (Тюри-Аллику)                               | 2725                               |
| Производственное объединение «Вазар»                               | Таллин (Тарту, Тапа, Ристи, Рапла)                 | 2103                               |
| Таллинский машиностроительный завод имени Й. Лауристина            | Таллин                                             | 2058                               |
| Тартуский приборостроительный завод                                | Тарту                                              | 1720                               |
| Таллинское производственное объединение «Таллэкс»                  | Таллин (Пайде, Мыйзакюла, Вильянди)                | 1716                               |
| Таллинское производственное объединение «Промприбор»               | Таллин                                             | 1502 (1.01.1980)                   |
| Завод «Эстопласт»                                                  | Таллин (Рапла, Йыгисоо)                            | 1262                               |
| Таллинский морской завод ВМФ СССР (7 судоремонтный завод ВМФ СССР) | Таллин                                             | (не публ.)                         |
| Выруский завод газоанализаторов имени А. Веймера                   | Выру                                               | 950                                |
| Завод «Ильмарине»                                                  | Таллин                                             | 943                                |
| Таллинский опытный завод научного приборостроения «Дельта»         | Таллин (Асте)                                      | 906                                |
| Радиоэлектронный завод «Пунане РЭТ»                                | Таллин                                             | (не публ.)                         |
| Опытно-механический завод «Терас»                                  | Таллин                                             | 794                                |
| Пярнуский завод продовольственного машиностроения                  | Пярну                                              | 762                                |
| Опытно-экспериментальный завод «Металлист»                         | Таллин (Кохтла-Ярве)                               | 687                                |
| Завод торгового оборудования ЭРСПО                                 | Таллин                                             | 662                                |
| Завод «Ээсти каабель»                                              | Таллин                                             | 607                                |
| Завод сельскохозяйственных машин «Выйт»                            | Тарту                                              | 587                                |
| Опытный завод оснастки «Пионер»                                    | Таллин                                             | 360                                |
| Ремонтно-механический завод «Прогресс»                             | Таллин (Вильянди, Пылтсамаа, Эраствере)            | 350                                |
| Тартуский опытный литейно-механический завод                       | Тарту                                              | 345                                |
| Отепяский авторемонтный завод № 4                                  | Отепя                                              | 348                                |
| Производственный комбинат ЦК ДОСААФ ЭССР «Вихур»                   | Таллин                                             | 299                                |
| Нарвский экспериментальный литейно-механический завод              | Нарва                                              | 292                                |
| Экспериментальная верфь спортивного судостроения                   | Таллин (Ориссааре)                                 | 237                                |
| Межколхозная судоверфь «Эстрыбакколхозсоюза»                       | Таллин                                             | 232                                |

## Судоремонт, ремонт машин и оборудования
| Предприятие                                                                              | Местонахождение центра (филиала, цехов, отделений) | Численность работников, 01.01.1979 |
| ---------------------------------------------------------------------------------------- | -------------------------------------------------- | ---------------------------------- |
| Производственное объединение «Эстремрыбфлот»                                             | Таллин                                             | 4735                               |
| в т. ч.:                                                                                 |                                                    |                                    |
| 1) Балтийский судоремонтный завод                                                        | Таллин                                             | ок. 4000                           |
| 2) Таллинский судоремонтный завод                                                        | Таллин                                             | ок. 800                            |
| Производственное предприятие по ремонту энергетического оборудования «Эстонэнергоремонт» | Таллин (Кохтла-Ярве, Нарва, Тарту, Турба)          | 2496                               |
| Завод ремонта бытовых машин и приборов                                                   | Таллин (Тарту, Пярну, Кохтла-Ярве)                 | 826                                |
| Тартуский опытный ремонтный завод                                                        | Тарту (Ахья, Рахумяэ)                              | 812                                |
| Локсаский судоремонтный завод                                                            | Локса                                              | 748                                |
| Тартуский опытный завод ремонта автомобилей                                              | Тарту                                              | 705                                |
| Производственное объединение «Автотехобслуживание»                                       | Таллин                                             | 658                                |
| Таллинский опытный авторемонтный завод                                                   | Таллин                                             | 495                                |
| Объединение ремонта радио-телевизионной аппаратуры «Электрон»                            | Таллин (Тарту, Пярну, Кохтла-Ярве)                 | 471                                |
| Специализированный центр АвтоВАЗа                                                        | Таллин                                             | 407                                |
| Куусалуский авторемонтный завод «Автотехобслуживание»                                    | Куусалу                                            | 281                                |

## Мебельная промышленность
| Предприятие                                                         | Местонахождение центра (филиала, цехов, отделений) | Численность работников, 01.01.1979 |
| ------------------------------------------------------------------- | -------------------------------------------------- | ---------------------------------- |
| Таллинский фанерно-мебельный комбинат                               | Таллин                                             | 2861                               |
| Таллинское научно-производственное мебельное объединение «Стандард» | Таллин (Козе, Лелле)                               | 1038                               |
| Нарвская мебельная фабрика                                          | Нарва                                              | 1690                               |
| Тартуский мебельный комбинат                                        | Тарту                                              | 847                                |
| Валгаская мебельная фабрика                                         | Валга (Пука)                                       | 697                                |
| Выруская мебельная фабрика                                          | Выру (Вериора, Антсла)                             | 598                                |
| Кохтла-Ярвеская мебельная фабрика                                   | Кохтла-Ярве (Раквере)                              | 241                                |

## Прочие отрасли промышленности
| Предприятие                                                  | Местонахождение центра | Численность работников, 01.01.1979 |
| ------------------------------------------------------------ | ---------------------- | ---------------------------------- |
| Объединение «Ауто» ЭРСПО                                     | Таллин                 | 1965                               |
| Производственное объединение «Эстполиграфпром»               | Таллин                 | 1899                               |
| Производственное объединение «Кооператор» ЭРСПО              | Таллин                 | 1614                               |
| Объединение мастеров народных художественных промыслов «Уку» | Таллин                 | 1567                               |
| Табачная фабрика «Леэк»                                      | Таллин                 | 371                                |

## Энергетика
| Предприятие                                   | Местонахождение центра | Численность работников, 01.01.1979 |
| --------------------------------------------- | ---------------------- | ---------------------------------- |
| Прибалтийская ГРЭС имени Ленинского комсомола | Нарва                  | 2237                               |
| Эстонская ГРЭС имени 50-летия СССР            | Нарва                  | 1838                               |
| Кохтла-Ярвеская ТЭЦ                           | Кохтла-Ярве            | 853                                |
| Таллинская ТЭЦ                                | Таллин                 | 502                                |

## Строительство
| Предприятие                                                 | Местонахождение центра (филиалов) | Численность работников, 01.01.1979 |
| ----------------------------------------------------------- | --------------------------------- | ---------------------------------- |
| Республиканское объединение «Эстколхозстрой»                | Таллин                            | 18 279                             |
| Трест «Таллинстрой»                                         | Таллин                            | 3155                               |
| Республиканский специализированный трест «Строймеханизация» | Таллин (Кохтла-Ярве, Нарва)       | 2403 (из них в Таллине — 1441)     |
| Кохтла-Ярвеский строительный трест                          | Кохтла-Ярве                       | 1980                               |
| Таллинский домостроительный комбинат                        | Таллин                            | 1936                               |

## Торговля
| Предприятие             | Местонахождение центра | Численность работников, 1978 год |
| ----------------------- | ---------------------- | -------------------------------- |
| Таллинский Дом торговли | Таллин                 | 1336                             |

## Транспорт
| Предприятие                                       | Местонахождение центра | Численность работников, 01.01.1979 |
| ------------------------------------------------- | ---------------------- | ---------------------------------- |
| Эстонское отделение Прибалтийской железной дороги | Таллин                 | 8600 (1975 год)*                   |
| Объединение «Таллинавтотранс»                     | Таллин                 | 4504                               |
| Таллинский таксомоторный парк                     | Таллин                 | 2337                               |
| Трамвайно-троллейбусное управление города Таллина | Таллин                 | 1524                               |
| Балтийский вокзал                                 | Таллин                 | 260                                |

*Численность работников, занятых на перевозках.

## Строительное инженерно-техническое проектирование; технические испытания, исследования и анализ
| Организация                                                                                                | Местонахождение центра | Численность работников, 01.01.1979 |
| --- | ---------------------- | ---------------------------------- |
| Проектный институт «Эстколхозпроект»                                                                       | Таллин                 | 916                                |
| Государственный проектный институт «Эстгипросельстрой»                                                     | Таллин                 | 806                                |
| Государственный проектировочный институт «Эстпромпроект»                                                   | Таллин                 | 675                                |
| Государственный проектный институт «Эстонпроект»                                                           | Таллин                 | 658                                |
| Государственный проектно-исследовательский институт «Эстмелиопроект»                                       | Таллин                 | 573                                |
| Проектный институт «Коммуналпроект»                                                                        | Таллин                 | 573                                |
| Государственный проектный институт «Эстсельхозпроект»                                                      | Таллин                 | 525*                               |
| Проектно-технологический и художественно-конструкторский институт Министерства местной промышленности ЭССР | Таллин                 | 269                                |

*На 1 марта 1979 года.

## Научные исследования и экспериментальные разработки
| Организация                                                                                             | Местонахождение центра | Численность работников, 1979 год |
| --- | ---------------------- | -------------------------------- |
| Государственный научно-исследовательский и проектный институт силикатного бетона автоклавного твердения | Таллин                 | 724                              |
| Институт кибернетики АН ЭССР                                                                            | Таллин                 | 512                              |
| Эстонский научно-исследовательский институт животноводства и ветеринарии им. А. Мёльдера                | Тарту                  | 465*                             |
| Эстонский научно-исследовательский институт земледелия и мелиорации                                     | Таллин                 | 396*                             |
| Эстонский научно-исследовательский институт лесного хозяйства и охраны природы                          | Таллин                 | 390                              |
| Научно-исследовательский институт сланцев                                                               | Кохтла-Ярве            | 320                              |
| Институт экспериментальной и клинической медицины                                                       | Таллин                 | 290                              |
| Институт химии АН ЭССР                                                                                  | Таллин                 | 271                              |
| Институт термофизики и электрофизики АН ЭССР                                                            | Таллин                 | 270                              |
| Институт экономики АН ЭССР                                                                              | Таллин                 | 230                              |
| Институт экспериментальной биологии АН ЭССР                                                             | Харку                  | 212                              |

*За исключением опытных хозяйств.

## Бытовое обслуживание населения, отрасли сферы услуг
| Предприятие                                                     | Местонахождение центра | Численность работников, 01.01.1979 |
| --------------------------------------------------------------- | ---------------------- | ---------------------------------- |
| Комбинат бытового обслуживания «Юнор»                           | Таллин                 | 1384                               |
| Комбинат бытового обслуживания «Сяде»                           | Пярну                  | 1071                               |
| Комбинат бытового обслуживания «Тарве»                          | Кохтла-Ярве            | 992                                |
| Таллинский Дом быта                                             | Таллин                 | 988**                              |
| Комбинат бытового обслуживания «Харью»                          | Таллин                 | 988                                |
| Комбинат бытового обслуживания «Прогресс»                       | Нарва                  | 948                                |
| Комбинат бытового обслуживания «Виру»                           | Раквере                | 866                                |
| Комбинат бытового обслуживания «Эду»                            | Тарту                  | 842                                |
| Производственное объединение химчистки и прачечных услуг «Кийр» | Таллин                 | 789*                               |
| Комбинат бытового обслуживания «Леола»                          | Вильянди               | 686                                |
| Комбинат бытового обслуживания «Тяхт»                           | Тарту                  | 672                                |
| Комбинат бытового обслуживания «Тамула»                         | Выру                   | 665                                |
| Комбинат бытового обслуживания «Вялк»                           | Таллин                 | 566                                |
| Комбинат бытового обслуживания «Ярва»                           | Пайде                  | 566                                |
| Комбинат бытового обслуживания «Экспресс»                       | Таллин                 | 347**                              |
| Таллинский Дом моделей                                          | Таллин                 | 229                                |

*Работники, занятые в производстве.

**На 1 января 1980 года.